# Hans Ehinger (Journalist)
Hans Ehinger-Herrmann (* 27. Dezember 1902 in Basel; † 17. Mai 1966 ebenda) war ein schweizerischer Musikschriftsteller.

## Leben und Wirken
Ehinger studierte an der Universität Basel und an der Humboldt-Universität in Berlin sowie am Konservatorium Basel. 1927 wurde er zum Dr. phil promoviert und arbeitete ab 1928 an der Schweizer Musikzeitung. Später war er auch für die Basler Nachrichten und die Neue Zürcher Zeitung tätig. 1934 war er ad interim Präsident der ISCM Switzerland, der Schweizer Sektion der Internationalen Gesellschaft für Neue Musik IGNM/ISCM.
Hervorzuheben ist seine Schrift über das musikjournalistische Werk von Friedrich Rochlitz.

## Werke
- 1929: Friedrich Rochlitz als Musikschriftsteller (Dissertation)
- 1946: Klassiker der Musik. Bach, Händel, Haydn, Mozart, Beethoven. Ihr Leben und Werk in kurzen Biographien.
- 1946: Meister der Oper. Gluck, Wagner, Verdi, Strauß. Ihr Leben und Werk in kurzen Biographien.
- 1951: Große Komponisten im Spiegel ihrer Worte.
- 1954: E. T. A. Hoffmann als Musiker und Musikschriftsteller.
- 1958: Probleme der Oper. Ein Gespräch zwischen Friedrich Schramm und E.H.